# Pseudogastromyzon lianjiangensis
Pseudogastromyzon lianjiangensis is een straalvinnige vissensoort uit de familie van steenkruipers (Balitoridae). De wetenschappelijke naam van de soort is voor het eerst geldig gepubliceerd in 1981 door Zheng.